# Geranium limae
Geranium limae är en näveväxtart som beskrevs av R. Knuth in Engl.. Geranium limae ingår i släktet nävor, och familjen näveväxter. Inga underarter finns listade i Catalogue of Life.